# Knopffabrik PSW

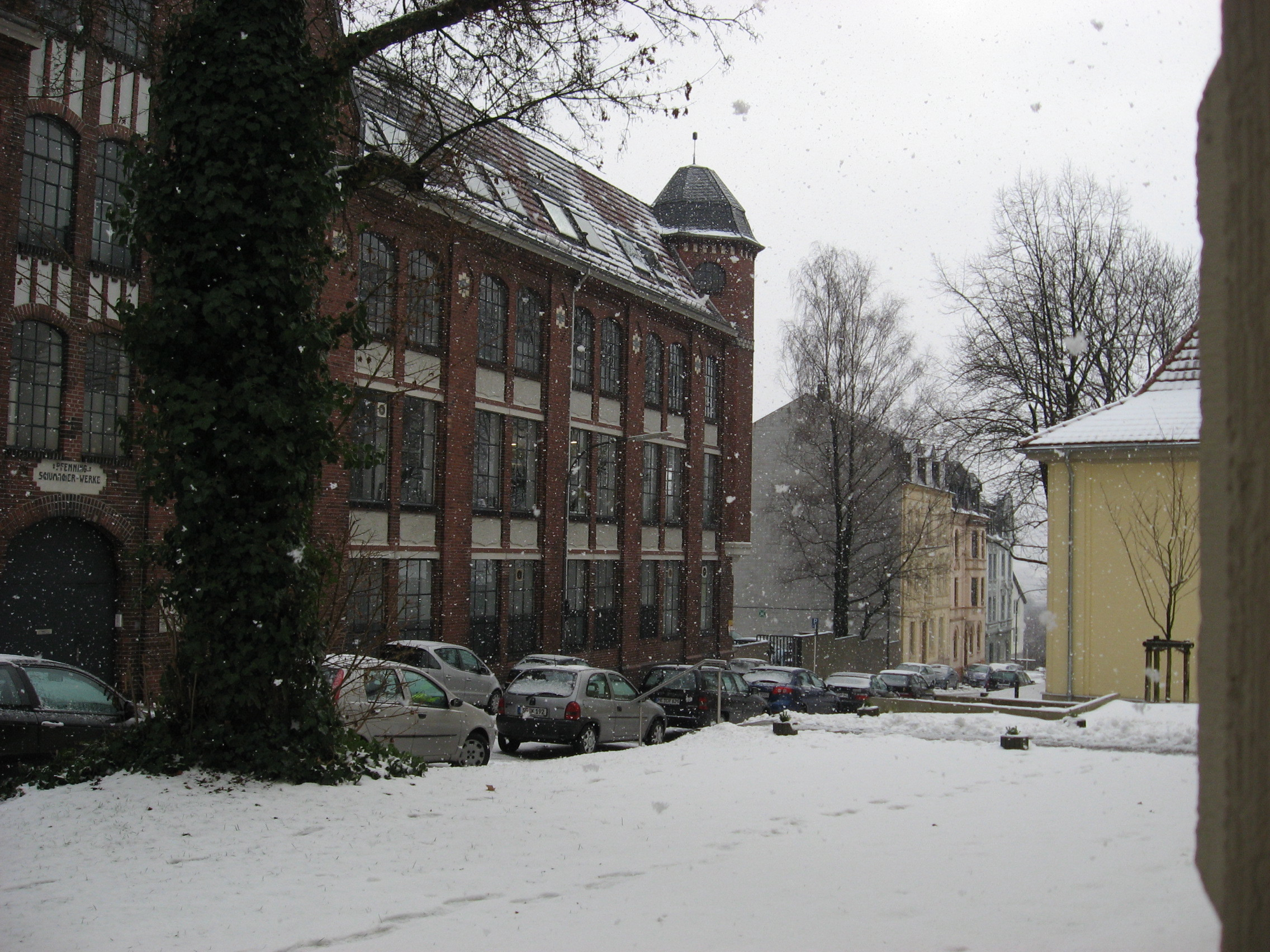
Die Straßenansicht der Knopffabrik Alarichstraße 18

Die Knopffabrik PSW ist ein Fabrikgebäude (Hausanschrift: Alarichstraße 18) im Wuppertaler Wohnquartier Sedansberg (Stadtbezirk Barmen) und ist Baudenkmal gemäß § 2 Abs. 1 DSchG NRW. Sie ist Produktionsort der Bielefelder Firmen  Union Knopf GmbH und PSW-Knopf GmbH. Die letztgenannte Firma sorgt auch für die gängige Bezeichnung Knopffabrik PSW.

## Geschichte

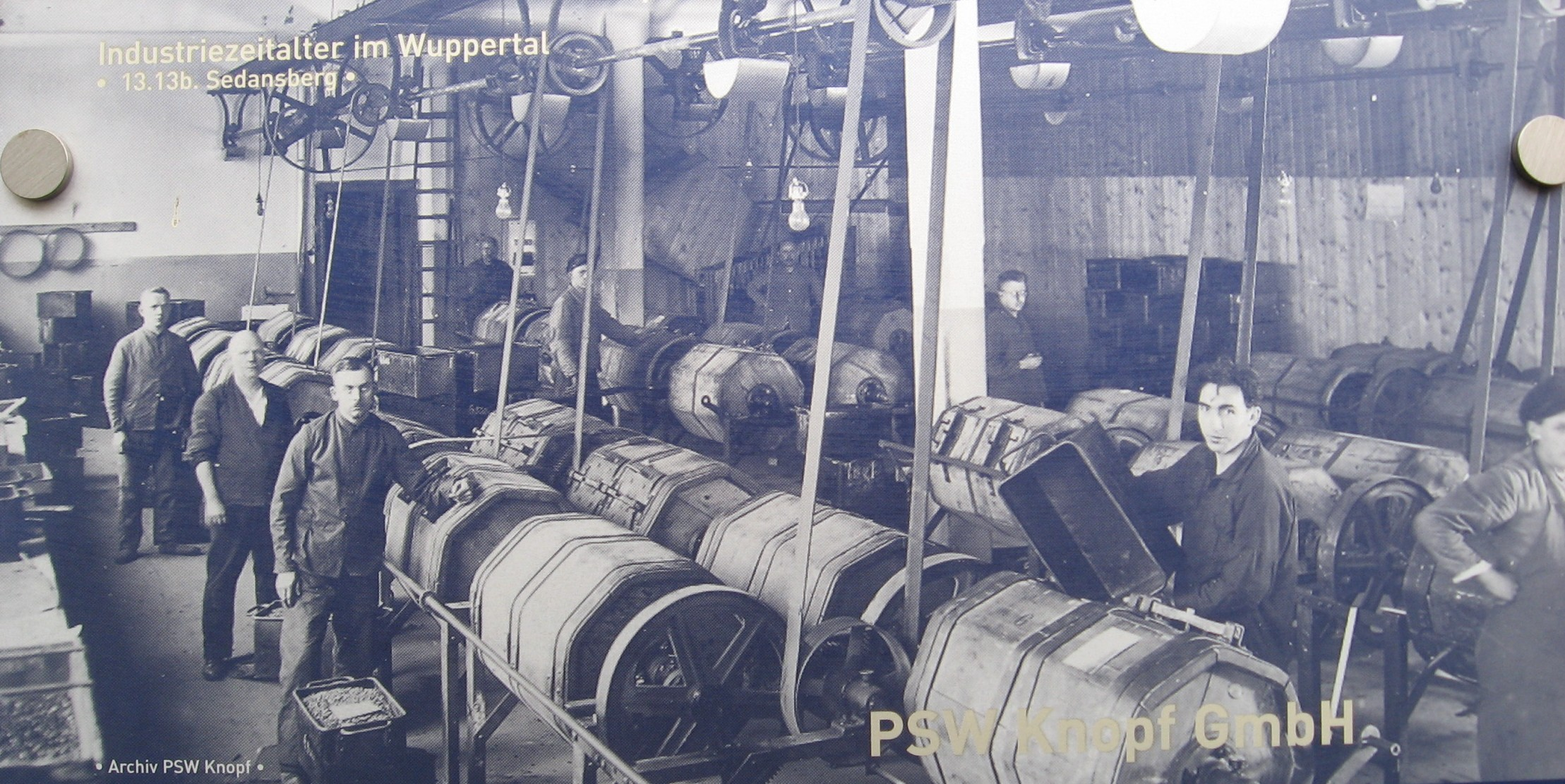
Historische Arbeitsbedingungen

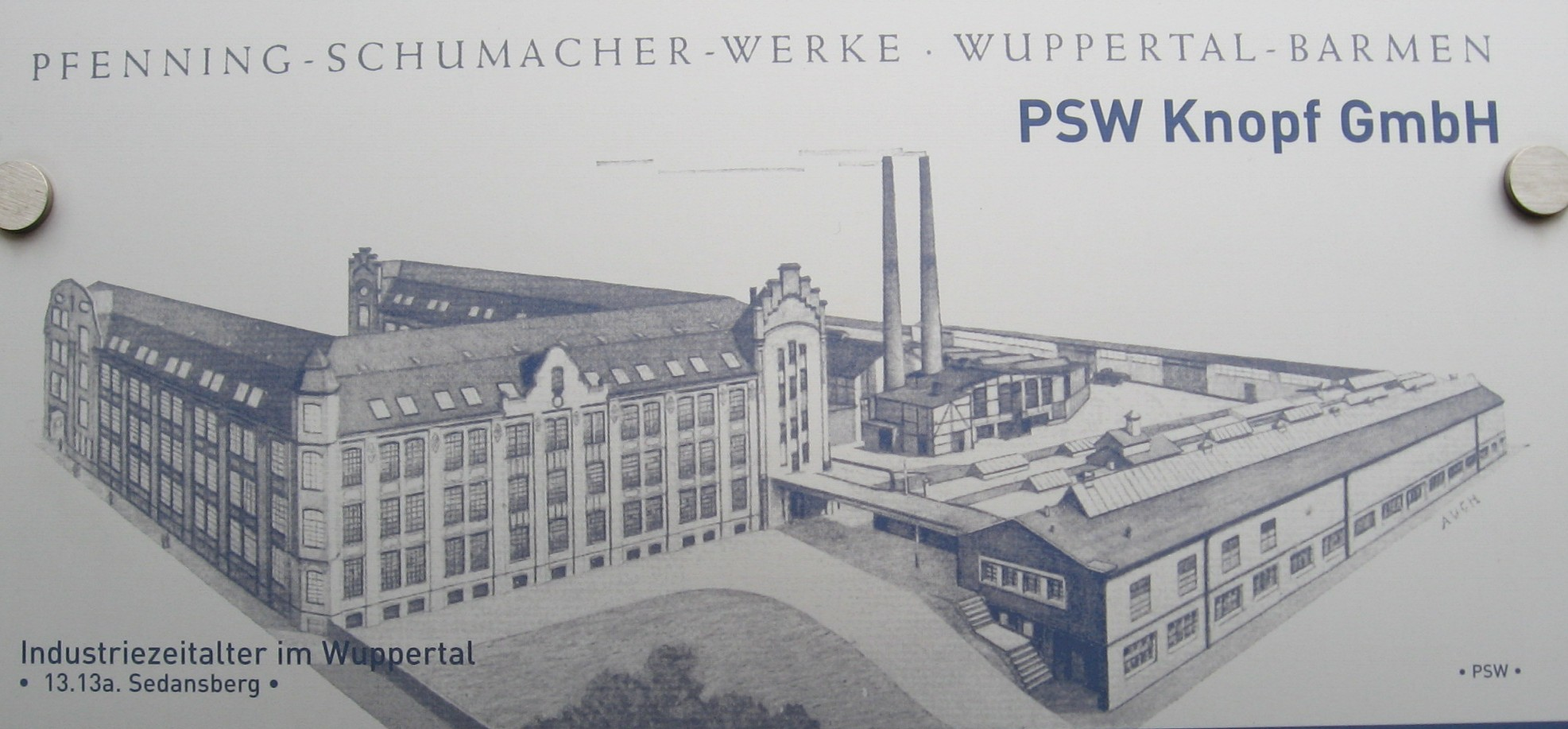
Historische Zeichnung des Gebäudeensembles

Seit 1830 war die Knopfproduktion auf dem Gebiet Wuppertals ein wichtiges Gewerbe.
1906/07 wurde das Gebäude der 1874 gegründeten Knopffabrik Pfenning-Schumacher-Werke KG in zwei Bauabschnitten durch den Kaufmann Walter Luckhaus in Stahlbauweise erbaut. Das Gebäude ist dreiflügelig und unterkellert. Es verfügt über 3 ½ Geschosse. Geprägt wird der Bau vor allem durch die Klinkerfassade mit großen und zahlreichen Fenstern, die auf die Architektur des späten Historismus schließen lässt.
Nach den Pfenning-Schumacher-Werken Wuppertal-Barmen ist die heute dort noch produzierende Firma PSW-Knopf GmbH genannt.
Der gesamte Gebäudekomplex wurde am 25. Februar 1999 unter der Denkmalnummer 4099 als Baudenkmal in die Denkmalliste der Stadt Wuppertal eingetragen.
Zudem ist es eine Station auf der Fäden, Farben, Wasser, Dampf-Teil-Route 13.